# Tsaregorodtsevita
La tsaregorodtsevita és un mineral de la classe dels silicats, que pertany al grup de la sodalita. Rep el nom en honor de Sergei Vasil'evich Tsaregorodtsev (1953-1986), col·leccionista de minerals rus dels Urals.

## Característiques
La tsaregorodtsevita és un silicat de fórmula química (N(CH₃)₄)(AlSi₅O₁₂). Aquest és el primer mineral conegut que conté l'ió tetrametilamoni, [N(CH₃)4]+. Es tracta d'una espècie aprovada per l'Associació Mineralògica Internacional, i publicada per primera vegada el 1993. Cristal·litza en el sistema ortoròmbic. La seva duresa a l'escala de Mohs és 6.
Segons la classificació de Nickel-Strunz, la tsaregorodtsevita pertany a «09.FB - Tectosilicats sense H₂O zeolítica amb anions addicionals» juntament amb els següents minerals: afghanita, bystrita, cancrinita, cancrisilita, davyna, franzinita, giuseppettita, hidroxicancrinita, liottita, microsommita, pitiglianoïta, quadridavyna, sacrofanita, tounkita, vishnevita, marinellita, farneseïta, alloriïta, fantappieïta, cianoxalita, balliranoïta, carbobystrita, depmeierita, kircherita, bicchulita, danalita, genthelvita, haüyna, helvina, kamaishilita, lazurita, noseana, sodalita, tugtupita, marialita, meionita i silvialita.

## Formació i jaciments
Va ser descoberta al mont Yaruta, situat a la serralada de Man'-Khambo, al districte Autònom Khanti-Mansi (Rússia). També ha estat descrita a Słupiec, una mina situada a la localitat de Nowa Ruda (Voivodat de Baixa Silèsia, Polònia). Aquests dos indrets són els únics de tot el planeta on ha estat descrita aquesta espècie mineral.